# سریه
سَریِّه (به عربی: سَریَّة؛ ج: سَرايا) یا بَعْث، به جنگ‌هایی در دوره محمد گفته می‌شود که بدون حضور مستقیم او و به فرماندهی یکی از اصحاب صورت گرفته بوده‌ است.

## معنای سریه
دربارهٔ وجه تسمیه سریه دو احتمال مطرح ساخته‌اند:
1. «سریه» به سپاهی گفته می‌شود که شمار افراد آن نهایت تا چهارصد نفر می‌رسد و به عبارتی این سپاه، گزیده یک سپاه و چیرگان آن‌است.
2. احتمال دیگر آن‌ که این گروه یا سپاه به‌طور مخفیانه و سرّی اعزام می‌شود.

البته گفته‌اند که احتمال دوم صحیح نیست، زیرا «سرّ» از لحاظ لغوی غیر از «سَرِی» است.

## ترتیب تاریخی سریه‌ها
ابن اسحاق می‌گوید: بعث‌ها و سریه‌های محمد ۳۸ بعث یا سریه بود. علی بن حسین مسعودی از جمعی، ۳۵ بعث و سریه و از طبری ۴۸ سریه و از بعضی ۶۶ سریه و بعث نقل می‌کند. شیخ طبرسی در أعلام الوری ۳۶ سریه می‌نویسد.
| شماره | نام                                                                       | تاریخ                            | مکان یا دلیل                                  | شماره | نام                                         | تاریخ                                 | مکان یا دلیل                                              |
| ----- | ------------------------------------------------------------------------- | -------------------------------- | --------------------------------------------- | ----- | ------------------------------------------- | ------------------------------------- | --------------------------------------------------------- |
| ۱     | سریه «حمزة بن عبدالمطلب»                                                  | سال دوم بعد از غزوهٔ ابوا (ودان)  | به ساحل دریا، در ناحیهٔ «عیص»                  | ۴۲    | سریه «غالب بن عبداللّه لیثی»                 | رمضان سال هفتم                        | به «میفعه» بر سر «بنی ثعلبه» و «بنی عوال»                 |
| ۲     | سریه «عبیده بن حارث بن مطّلب»                                              | سال دوم بعد از غزوهٔ ابوا (ودان*) | به پایین‌تر از «ثنیه المرّه»                    | ۴۳    | سریه «بشیر بن سعد»                          |                                       | به «یمن» و «جبار» در ناحیهٔ خیبر                           |
| ۳     | سریه «سعد بن ابی‌وقاص»                                                     | بعد از سریه حمزه، سال دوم        | به «خرّار» آبگاهی در «جحفه»                    | ۴۴    | سریه «ابن أبی‌العَوجاء»                       | ذی‌الحجهٔ سال هفتم                      | بر سر «بنی سلیم»                                          |
| ۴     | سریه «عبدالله بن جحش»                                                     | در ماه رجب، بعد از بدر اولی      | به «نخله»                                     | ۴۵    | سریه «عبداللّه بن أبی‌حدرد أسلمی»             | ذیحجهٔ سال هفتم                        | به «غابه»                                                 |
| ۵     | سریه «عمیر بن عدی» *                                                      | رمضان سال دوم                    |                                               | ۴۶    | سریه «محیصه بن مسعود»                       | ذی‌حجهٔ سال هفتم                        | به ناحیهٔ فدک                                              |
| ۶     | سریه «سالم بن عمیر» برای کشتن ابی عفک                                     | ماه شوّال سال دوم                 |                                               | ۴۷    | سریه «عبداللّه بن أبی‌حدرد»                   | ذیحجهٔ سال هفتم                        | به «إضم»                                                  |
| ۷     | سریه «محمّد بن مسلمه» برای کشتن کعب بن أشرف                                | ربیع‌الاول سال سوم                |                                               | ۴۸    | سریه «غالب بن عبداللّه لیثی»                 | صفر سال هشتم                          | به «کدید» بر سر «بنی ملوّح»                                |
| ۸     | سریه «زید بن حارثه»                                                       | جمادی الآخر سال سوم              | به «قرده»                                     | ۴۹    | سریه «غالب بن عبداللّه لیثی»                 | صفر سال هشتم                          | به «فدک» بر سر «بنی مرّه»                                  |
| ۹     | سریه «مرثد بن ابی‌مرثد غنوی»: «سریهٔ رجیع»                                  | صفر سال چهارم                    |                                               | ۵۰    | سریه «کعب بن عمیر غفاری»                    | ربیع‌الأول سال هشتم                    | به «ذات أطلاح» از سرزمین شام                              |
| ۱۰    | سریه «منذر بن عمرو»: سریه «بئر معونه»                                     | صفر سال چهارم                    |                                               | ۵۱    | سریه «شجاع بن وهب أسدی»                     | ربیع‌الأول سال هشتم                    | به «سی»: آبی از «ذات عرق»                                 |
| ۱۱    | سریه «ابوسلمة بن عبدالأسد»                                                | محرّم سال چهارم                   | به سرزمین «قطن»                               | ۵۲    | سریه «عیینه بن حصن فزاری»                   |                                       | بر سر «بنی العنبر»                                        |
| ۱۲    | سریه «عبداللّه بن انیس» جهنی برای کشتن «سفیان بن خالد بن نبیح هذلی لحیانی» | محرّم سال چهارم                   |                                               | ۵۳    | سریه «قطبه بن عامر بن حدیده»                | بعد از سریه شجاع بن وهب               | به «تباله» بر سر قبیله «خشعم»                             |
| ۱۳    | سریه «عمرو بن أمیه ضمری» و «سلمه بن أسلم بن حریش»                         | سال چهارم                        | به مکه بر سر ابوسفیان                         | ۵۴    | سریه «مؤته»                                 | جمادی‌الاولی سال هشتم                  |                                                           |
| ۱۴    | سریه «أبوعبیدة بن جرّاح»                                                   | ذی الحجّه سال پنجم                | به «سیف البحر»                                | ۵۵    | سریه «عمرو بن عاص»: سریه «ذات السلاسل»      | جمادی الآخره سال هشتم                 | آبی در آن طرف وادی القری بر سر «بلی» و «قضاعه»            |
| ۱۵    | سریه «عبداللّه بن عتیک» برای کشتن «أبورافع سلّام بن أبی‌الحقیق»              | رمضان سال ششم                    |                                               | ۵۶    | سریه «أبوعبیدة بن جرّاح»: سریه «خبط»         | رجب سال هشتم                          | بر سر «جهینه»                                             |
| ۱۶    | سریه «محمّد بن مسلمه»                                                      | محرّم سال ششم                     | به سمت «قرطاء» بر سر «بنی بکر بن کلاب»        | ۵۷    | سریه «أبوقتادة بن ربعی أنصاری»              | شعبان سال هشتم                        | به «خضره» از سرزمین نجد، مسکن محارب بر سر «غطفان»         |
| ۱۷    | سریه «عمر بن خطاب»                                                        | ربیع‌الاول سال ششم                | از غزوه لحیان بر سر قاره                      | ۵۸    | سریه أبوقتاده                               | رمضان سال هشتم                        | به «بطن إضم»                                              |
| ۱۸    | سریه «هلال بن حارث مزنی»                                                  | ربیع‌الأول سال ششم                | از غزوه لحیان بر سر «بنی مالک بن فهر»         | ۵۹    | سریه «خالد بن ولید»                         |                                       | برای ویران کردن بتخانه «عزّی»                              |
| ۱۹    | سریه «بشر بن سویید جهنی»                                                  | ربیع‌الأول سال ششم                | از غزوه لحیان بر سر «بنی‌حارث بن کنانه»        | ۶۰    | سریه «أبوعامر أشعری»                        | بعد از حنین                           | به «أوطاس»                                                |
| ۲۰    | سریه «سعد بن عباده جهنی»                                                  | ربیع‌الأول سال ششم                | به غمیم                                       | ۶۱    | سریه «عمرو بن عاص»                          | رمضان سال هشتم                        | به «رهاط» برای ویران کردن بتخانه «سواع»                   |
| ۲۱    | سریه «عکاشه بن محصن أسدی»                                                 | ربیع‌الأول سال ششم                | تا «غمر» آبگاهی از بنی أسد                    | ۶۲    | سریه «سعد بن زید أشهلی»                     | رمضان سال هشتم                        | به «مثلّل» برای ویران کردن بتخانهٔ «مناه»                   |
| ۲۲    | سریه «محمّد بن مسلمه»                                                      | ربیع‌الآخر                        | به «ذی القصّه» بر سر «بنی ثعلبه» و «بنی- عوال» | ۶۳    | سریه «خالد بن سعید بن عاص»                  | رمضان سال هشتم                        | به «عرنه»                                                 |
| ۲۳    | سریه «أبوعبیدة بن جرّاح»                                                   | ربیع‌الآخر سال ششم                | به «ذی القصّه» بر سر بنی ثعلبه و بنی‌عوال       | ۶۴    | سریه «هشام بن عاص»                          | رمضان سال هشتم                        | به «یلملم»                                                |
| ۲۴    | سریه «أبوعبیدة بن جرّاح»                                                   |                                  | به «ذی‌القصّه» در راه عراق.                     | ۶۵    | سریه «طفیل بن عمرو دوسی»                    | شوّال سال هشتم                         | برای خراب کردن بتخانه «ذی- الکفّین» بت «عمرو بن حممه دوسی» |
| ۲۵    | سریه «زید بن حارثه»                                                       |                                  | به «جموم»: سرزمین «بنی سلیم»                  | ۶۶    | سریه «غالب بن عبداللّه»                      | بعد از فتح مکه                        | بر سر «بنی مدلج»                                          |
| ۲۶    | سریه «زید بن حارثه»                                                       | جمادی‌الاولی سال ششم              | به عیص                                        | ۶۷    | سریه «عمرو بن أمیه»                         | بعد از فتح مکه                        | بر سر «بنی الهذیل»                                        |
| ۲۷    | سریه «زید بن حارثه»                                                       | جمادی الآخره سال ششم             | به «طرف»                                      | ۶۸    | سریه «عبداللّه بن سهیل بن عمرو»              | بعد از فتح مکه                        | بر سر «بنی معیص» و «محارب بن فهر»                         |
| ۲۸    | سریه «زید بن حارثه»                                                       | جمادی الآخره سال ششم             | به «حسمی» بر سر جذام                          | ۶۹    | سریه «خالد بن ولید»                         |                                       | بر سر «بنی جذیمه»                                         |
| ۲۹    | سریه «زید بن حارثه»                                                       |                                  | به «مدین»                                     | ۷۰    | سریه «ضحّاک بن سفیان کلابی»                  | ربیع‌الأول سال نهم                     | بر سر «بنی کلاب»                                          |
| ۳۰    | سریه «زید بن حارثه»                                                       | رجب سال ششم                      | به «وادی القری» بر سر «أمّ قرفه»               | ۷۱    | سریه‌ای که «ثمامه بن أثال حنفی» را اسیر کرد. |                                       |                                                           |
| ۳۱    | سریه «علی بن ابی‌طالب»                                                     | شعبان سال ششم                    | به «فدک» بر سر «سعد بن بکر»                   | ۷۲    | سریه «علقمه بن مجزّز مدلجی»                  | ربیع‌الآخر سال نهم                     | به بندر «شعیبه»                                           |
| ۳۲    | سریه «عبدالرحمن بن عوف»                                                   | شعبان سال ششم                    | به «دومه الجندل» بر سر «بنی کلب»              | ۷۳    | سریه «عکاشه بن محصن أسدی»                   | ربیع‌الآخر سال نهم                     | به جانب: سرزمین عذره و بلی                                |
| ۳۳    | سریه «ابوعبیدة بن الجراح»                                                 |                                  | به دو کوه «أجأ» و «سلمی»                      | ۷۴    | سریه «علی بن أبی‌طالب»                       | ربیع‌الآخر سال نهم                     | برای خراب کردن بتخانهٔ «فلس» از «بنی طیئ»                  |
| ۳۴    | سریه «زید بن حارثه»                                                       | رمضان سال ششم                    | به «وادی القری»                               | ۷۵    | سریه «خالد بن ولید»                         | ربیع‌الآخر سال نهم                     | به «دومه الجندل» بر سر «أکید بن عبدالملک»                 |
| ۳۵    | سریه «عبدالله بن رواحه»                                                   |                                  | به «خیبر»                                     | ۷۶    | سریه «خالد بن ولید»                         | ربیع‌الآخر یا جمادی‌الاولی سال دهم      | بر سر بنی حارث بن کعب                                     |
| ۳۶    | سریه «عبدالله بن رواحه»                                                   | شوّال سال ششم                     | به «خیبر» بر سر «یسیر بن رزام» یهودی          | ۷۷    | سریه «أسامه بن زید»                         | صفر سال دهم                           | به «أبنی» از ناحیهٔ «بلقاء»                                |
| ۳۷    | سریه «کرز بن جابر فهری»                                                   | شوّال سال ششم                     | به «ذی الجدر»                                 | ۷۸    | سریه «خالد بن ولید»                         | ربیع‌الأول سال دهم                     | بر سر «بنی عبدالمدان» در نجران                            |
| ۳۸    | سریه «عمر بن خطّاب»                                                        | شعبان سال هفتم                   | به «تربه»                                     | ۷۹    | سریه «علی بن أبی‌طالب»                       | رمضان سال دهم                         | به یمن                                                    |
| ۳۹    | سریه «أبوبکر»                                                             | شعبان سال هفتم                   | به «نجد» بر سر «بنی کلاب»                     | ۸۰    | سریه «خالد بن ولید»                         |                                       | به یمن                                                    |
| ۴۰    | سریه «بشیر بن سعد»                                                        | شعبان سال هفتم                   | به «فدک» بر سر «بنی مرّه»                      | ۸۱    | سریه «اسامة بن زید»                         | به سرزمین «بلقاء» و «أذرعات» و «مؤته» | صفر سال یازدهم                                            |
| ۴۱    | سریه «زبیر بن عوام»                                                       |                                  | به «فدک» بر سر «بنی مرّه»                      | ۸۲    | سریه «بنی عبس»                              |                                       |                                                           |